# Scheibbs
Scheibbs és una localitat del districte de Scheibbs, en l'estat federal de Baixa Àustria, a Àustria, amb una població de 4.132 habitants, l'1.1.2019. Està ubicada al sud-oest de l'estat, al sud del riu Danubi, sud-oest de Viena i al nord de la frontera amb l'estat federal d'Estíria.